# Cruz del Rosario
Cruz del Rosario är en ort i Mexiko.   Den ligger i kommunen Las Margaritas och delstaten Chiapas, i den sydöstra delen av landet, 900 km öster om huvudstaden Mexico City. Cruz del Rosario ligger 1 353 meter över havet och antalet invånare är 488.
Terrängen runt Cruz del Rosario är kuperad söderut, men norrut är den bergig. Runt Cruz del Rosario är det ganska glesbefolkat, med 30 invånare per kvadratkilometer. Närmaste större samhälle är Artículo 27, 18,3 km sydväst om Cruz del Rosario. I omgivningarna runt Cruz del Rosario växer i huvudsak städsegrön lövskog.